# ایران الیاس‌ون
ایران الیاس‌ون (متولد ۳۰ بهمن ۱۳۲۳ در تهران) بازیکن و مربی تنیس روی میز اهل ایران است. وی از سال ۱۳۴۱ تا ۱۳۵۱، به مدت ۱۰ سال در تیم انجمن دوشیزگان و بانوان بازی می‌کرد و طی این مدت قهرمان سه دوره مسابقات کاپ فرح، مسابقات کاپ ولیعهد تیرماه ۱۳۴۳ و مسابقات باشگاه‌های تهران دی‌ماه ۱۳۴۶ شد. وی در مرداد ماه ۱۳۵۲ و در بیست و سومین دوره مسابقات قهرمانی تنیس روی میز ایران، به همراه تیم خوزستان، با شکست دادن تیم تهران، قهرمان کشور شد. وی از سال ۱۳۴۲ تا ۱۳۵۲ عضو تیم ملی تنیس روی میز ایران بود. در دهه ۱۳۸۰ به سمت سرمربیگری تیم ملی انتخاب شد و مربی‌گری ندا شهسواری را بر عهده داشت.